# ブオンコンヴェント
ブオンコンヴェント (伊: Buonconvento) は、イタリア共和国トスカーナ州シエーナ県にある、人口約3,000人の基礎自治体（コムーネ）。

## 地理

### 位置・広がり

#### 隣接コムーネ
隣接するコムーネは以下の通り。
- アシャーノ
- モンタルチーノ (サン・ジョヴァンニ・ダッソ)
- モンテローニ・ダルビア
- ムルロ

### 気候分類・地震分類
ブオンコンヴェントにおけるイタリアの気候分類 (it) および度日は、zona D, 1598 GGである。
また、イタリアの地震リスク階級 (it) では、zona 3 (sismicità bassa) に分類される。

## 行政

### 分離集落
ブオンコンヴェントには、以下の分離集落（フラツィオーネ）がある。
- Bibbiano, Ponte d'Arbia, Serravalle

## 文化・観光
「イタリアの最も美しい村」クラブ加盟コムーネである。